# آیونهو (کارولینای شمالی)
آیونهوو (به انگلیسی: Ivanhoe) شهری در ایالت کارولینای شمالی کشور ایالات متحده آمریکا است که جمعیت آن در سرشماری سال ۲۰۱۰ میلادی، ۲۶۴ نفر بوده‌است.